# تريكو
تريكو؛ هي بلدية في مقاطعة غوريزيا( فريولي فينيتسيا جوليا، شمال إيطاليا) بالقرب من نهر إيسونزو.
يأتي اسمها من الاسم اللاتيني القديم "Turris Aquae" برج الماء. 